# أل كيلر
أل كيلر (بالإنجليزية: Al Keller) هو سائق فورمولا 1 ومهندس أمريكي، ولد في 11 أبريل 1920 في Alexander, New York ‏ في الولايات المتحدة، وتوفي في 19 نوفمبر 1961 في فينيكس في الولايات المتحدة.

## وصلات خارجية
- أل كيلر على موقع Racing-Reference.info (الإنجليزية)
- أل كيلر على موقع DriverDB.com (الإنجليزية)